# Liste von Kunstwerken im öffentlichen Raum in Nyon
Dies ist eine Liste von Kunstwerken im öffentlichen Raum in Nyon. Sie enthält öffentlich zugängliche Objekte in Nyon (Kanton Waadt, Schweiz).
| Foto                           |                 | Objekt                                           |             | Typ                          |  |                           | Teil von              | Standort                                               | Künstler         | Datierung | Beschreibung                   |
| ------------------------------ | --------------- | ------------------------------------------------ | ----------- | ---------------------------- |  | ------------------------- | --------------------- | ------------------------------------------------------ | ---------------- | --------- | ------------------------------ |
| Fontaine de Maître Jacques     | Datei hochladen | Fontaine de Maître Jacques                       | Wikidata zu | Brunnen                      |  | Brunnen                   |                       | Rue de la Rive ·                                       |                  |           |                                |
| Statue von Julius Caesar       | Datei hochladen | Statue von Julius Caesar                         |             | Statue                       |  |                           | Musée romain de Nyon  | Esplanade Jules-César ·                                |                  |           | Statue von Gaius Iulius Caesar |
|                                | Datei hochladen | Vorlage:WLPA-CH-Zeile name= ist Pflichtparameter |             | Skulpturengruppe             |  |                           |                       | Place du Château ·                                     |                  |           |                                |
| Brunnen                        | Datei hochladen | Brunnen                                          |             | Brunnen                      |  | Brunnen                   |                       | Rue Maupertuis ·                                       |                  |           |                                |
|                                | Datei hochladen | Vorlage:WLPA-CH-Zeile name= ist Pflichtparameter |             | Brunnen, Kreiselinstallation |  | Verkehrskreisel · Brunnen |                       | Quai Louis-Bonnard/Route de Genève/Route de Clémenty · |                  |           |                                |
| Le monstre du Léman            | Datei hochladen | Le monstre du Léman                              |             | Skulptur                     |  |                           |                       | Koordinaten fehlen! Hilf mit.                          | Alain Guichardot | 2010      |                                |
| Fontaine Louis XVI             | Datei hochladen | Fontaine Louis XVI                               |             | Brunnen                      |  | Brunnen                   |                       | Koordinaten fehlen! Hilf mit.                          |                  |           |                                |
| Petite Baigneuse               | Datei hochladen | Petite Baigneuse                                 |             | Statue Beton                 |  |                           |                       | Place du Château                                       | Nikola Zaric     | 1999      |                                |
| Anubis au tablier du sculpteur | Datei hochladen | Anubis au tablier du sculpteur                   |             | Statue                       |  |                           |                       | Place du Château                                       | Nikola Zaric     | 2002      |                                |
| Hommage à la musique - Trio    | Datei hochladen | Hommage à la musique - Trio                      |             | Skulpturengruppe             |  |                           | Parc du Conservatoire | Route de Genève                                        | Pierre Golay     |           |                                |